# Spermatecă

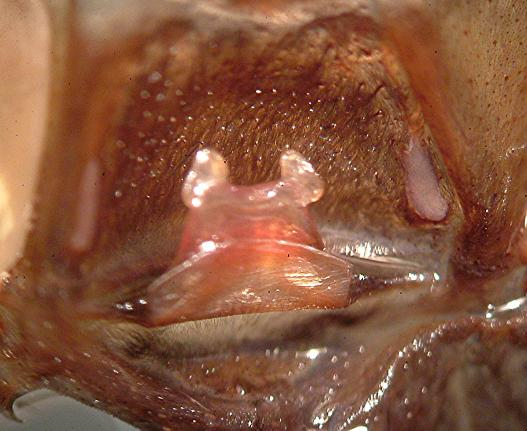
Spermatecă la femelă de păianjen din specia Acanthoscurria geniculata.

Spermateca (din gr. sperma = sămânță + lat. theca = teacă), numit și receptacul seminal, este o formațiune sacciformă sau un receptacul prezent la unele femele sau animale hermafrodite (de exemplu, râma, păianjen, insecte) în care este depozitată sperma provenită de la mascul sau partener până când ouăle sunt pregătite pentru fecundație. Spermateca se deschide în camera genitală independent ca la ortoptere, dar unde camera genitală formează un vagin, ea se deschide în acesta ca la fluturi.